# إرنست سولفاي
إرنست سولفاى Ernest Solvay) 1922 - 1838)كيميائي بلجيكي استحدث طريقه لإنتاج كميات كبيرة من كربونات الصوديوم (صودا الغسيل) من كربونات الكالسيوم وكلوريد الصوديوم فيما عرف باسم عملية سولفاي (Solvay process) ويطلق عليها أيضاً اسم عملية أمونيا-صودا وقد جمع نتيجة لذلك ثروة كبيرة استخدمها في الكثير من الأعمال الخيرية.

## روابط خارجية
- إرنست سولفاي على موقع الموسوعة البريطانية (الإنجليزية)